# Schlebuschrath
Schlebuschrath ist ein nicht klar abgegrenzter Ortsteil von Leverkusen-Alkenrath in Nordrhein-Westfalen. Er war im Mittelalter bis ins 18. Jahrhundert hinein ein Kirchspiel, das jedoch nach Verlegung der Pfarrkirche im 19. Jahrhundert weitestgehend verlassen und unbedeutend wurde.

## Geographie und Bevölkerung
Schlebuschrath liegt nordwestlich von Alkenrath und nordöstlich von Manfort. Im südlichen Teil des Ortsteils verläuft die Dhünn.
Der Ortsteil wird politisch, geographisch und statistisch nicht mehr gesondert erfasst, sondern zu Alkenrath bzw. Manfort gezählt. Der Sportplatz Alkenrath des „SSV Alkenrath“ lässt sich jedoch aufgrund eines Kreuzes, das an den Standort der ehemaligen Pfarrkirche St. Andreas erinnert, eindeutig diesem früheren Kirchspiel zuordnen. Es ist auch anzunehmen, dass die Straße, die den Namen „Schlebuschrath“ trägt, auf diesem Gebiet liegt. Ob die Siedlung, die im südlicheren Teil des fraglichen Bereiches liegt, auch Schlebuschrath zuzurechnen ist, ist fraglich; heute wird sie dem Stadtteil Manfort zugerechnet. 

## Geschichte

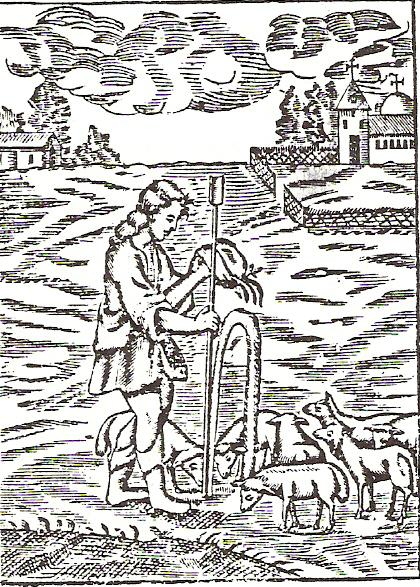
Darstellung des hl. Gezelinus; im Hintergrund vermutlich die Ortschaft Schlebuschrath mit Pfarrkirche

Die ersten Anzeichen für Besiedlung in der Gegend wurden um 900 nach Christus mit der Ausgrabung mehrerer Mottenhügel entdeckt. Diese könnten bereits auf die Entwicklung des Ortes als Rittersitz und Kirchspiel hingedeutet haben.
Im 12. Jahrhundert ist im Umland eine Serie von Rodungen festzustellen. Diese entstand durch die neue Siedlungstätigkeit, welche wiederum von der Ansiedlung neuer Mönchsorden in der Umgebung ausgelöst worden war. Das Waldstück entlang der Dhünn, in welchem Schlebuschrath liegt, war zu diesem Zeitpunkt als Schlehenbusch oder Schliebusch bekannt. Erstmals wurde Schlebuschrath im Jahre 1174 urkundlich erwähnt. Um Schlebuschrath lassen sich mehrere Rittersitze nachweisen, so derjenige aus der ersten urkundlichen Erwähnung, der als Ritter „Arnoldus de Rode“ bezeichnet wird. Aber auch die Ritter von Schlebusch im 16. Jahrhundert und später der Rittersitz Morsbroich lassen sich diesem zuordnen. 
Eng verknüpft ist die Geschichte von Schlebuschrath mit der Geschichte der Pfarrkirche und damit der Pfarrei zu Schlebuschrath, später nur Schlebusch. Diese Pfarrkirche ist durch eine Lehrgrabung bestätigt und lässt sich in das 12. Jahrhundert einordnen. Der Heilige Gezelinus soll den Wunsch geäußert haben, unter der Regentraufe dieser Kirche beerdigt zu werden. Ein solches Grab lässt sich auch feststellen, es muss jedoch davon ausgegangen werden, dass es sich dabei um ein Kulturgrab handelte.
Es ist möglich, dass es sich bei der Kirche zu Beginn noch um eine Eigenkirche eines der umliegenden Rittersitze gehandelt hat. 1237 jedoch ist die Kirche in klösterlichem Besitz. Für 1274 wird belegt, dass die Pfarre noch nicht selbstständig, sondern Bürrig zugeordnet ist; es lässt sich jedoch Eigenständigkeit später eindeutig belegen.
Die verschiedenen Rittersitze um Schlebuschrath verliehen dem Kirchspiel Bedeutung – ab dem 15. Jahrhundert auch zunehmend unter Schlebuscher Einfluss, das sich, war es vorher noch Teil von Schlebuschrath gewesen, mehr und mehr autonom entwickelte. Das Amt Miselohe, das keinen ständigen Sitz hatte, sondern dessen Sitz immer der Wohnsitz des Amtsmannes war, wurde mehrfach von hier aus regiert.
Urkundlich tritt Schlebuschrath wieder in einer Prozessakte zu einem von 1714 bis 1720 währenden Prozess um Staudämme auf. Der Baron von Mertzenfeld hatte die Konzession zum Bau eines Eisenhammerwerkes erworben. Die errichteten Staudämme waren der Deutschordenskommende Morsbroich jedoch zu hoch; schließlich wurde der Hammer jedoch trotzdem gebaut. Lange Zeit handelte es sich bei diesem Werk um die einzige Form der Eisenverarbeitung an der Niederwupper.
Im 17. und 18. Jahrhundert hatte Schlebusch im Vergleich zu Schlebuschrath zunehmend an Bedeutung gewonnen und wuchs stetig, da der Siedlungsplatz in Schlebuschrath stark begrenzt war. In der Folge wurde der Mittelpunkt der Ortschaft, die Pfarrkirche St. Andreas, in die Kapelle zu Schlebusch verlegt und die Kirche dafür abgebrochen. Es verlagerte sich der Mittelpunkt des Geschehens in dieser Gegend nun also von Schlebuschrath nach Schlebusch. Siedlungen, die direkt an die Pfarrkirche angrenzten, wurden daraufhin verlassen und der Ort wurde bedeutungslos. 1985 siedelte sich der „SSV Alkenrath“, heute „SSV Leverkusen-Alkenrath“ mit einem Sportplatz auf dem einstigen Bauplatz der Pfarrkirche St. Andreas an.